# Stara Kuźnica (województwo wielkopolskie)
Stara Kuźnica – wieś w Polsce położona w województwie wielkopolskim, w powiecie ostrzeszowskim, w gminie Doruchów. 
| SIMC    | Nazwa      | Rodzaj    |
| ------- | ---------- | --------- |
| 0196977 | Psia Górka | część wsi |
| 0196983 | Skiera     | część wsi |

Miejscowość dzieli się na Starą Kuźnicę I, należącą do sołectwa Doruchów I, oraz Starą Kuźnicę II, wchodzącą w skład sołectwa Doruchów II.
W latach 1975–1998 miejscowość administracyjnie należała do województwa kaliskiego.